# Людвик Финкел
Лю̀двик Мѝхал Ема̀нуел Фѝнкел (на полски: Ludwik Michał Emanuel Finkel) е полски историк и библиограф, професор и ректор на Лвовския университет, съосновател и председател на Лвовското историческо дружество.

## Биография
Людвик Финкел е роден на 20 март 1858 година в град Бурщин, близо до Тарнопол. През 1877 година завършва гимназия в Тернопол. В 1881 година се дипломира в Лвовския университет. На следващата година защитава докторска дисертация. Участва в организирането на Историческото дружество в Лвов (1886). От 1892 година е професор в Лвовския университет. Негов ректор в годините 1901 – 1902. През 1900 година е приет за член на Академията на знанията в Краков. В периода 1918 – 1919 година е редактор на научното списание „Кварталник Хисторични“.
Людвик Финкел умира на 24 октомври 1930 година в Лвов.

## Важни трудове
- Bibliografia historii polskiej, t. 1 – 3 (1891 – 1906)
- Elekcja Zygmunta I (1909)
- Pojęcie, zakres i zadania dziejów powszechnych (1931)
- Historia Uniwersytetu Lwowskiego, t. 1 – 2 (1984) – съавтор